# Emil Adolf von Behring
Emil Adolf von Behring (Handsford, Imperi Alemany, 15 de març de 1854 – Marburg an der Lahn, 31 de març de 1917) fou un bacteriòleg alemany guardonat l'any 1901 amb el Premi Nobel de Medicina o Fisiologia pels seus treballs sobre la diftèria. En honor seu s'anomenà el cràter von Behring sobre la superfície de la Lluna, així com l'asteroide (65685) Behring descobert el 10 d'octubre de 1990 pels seus compatriotes Freimut Börngen i Lutz D. Schmadel.

## Biografia

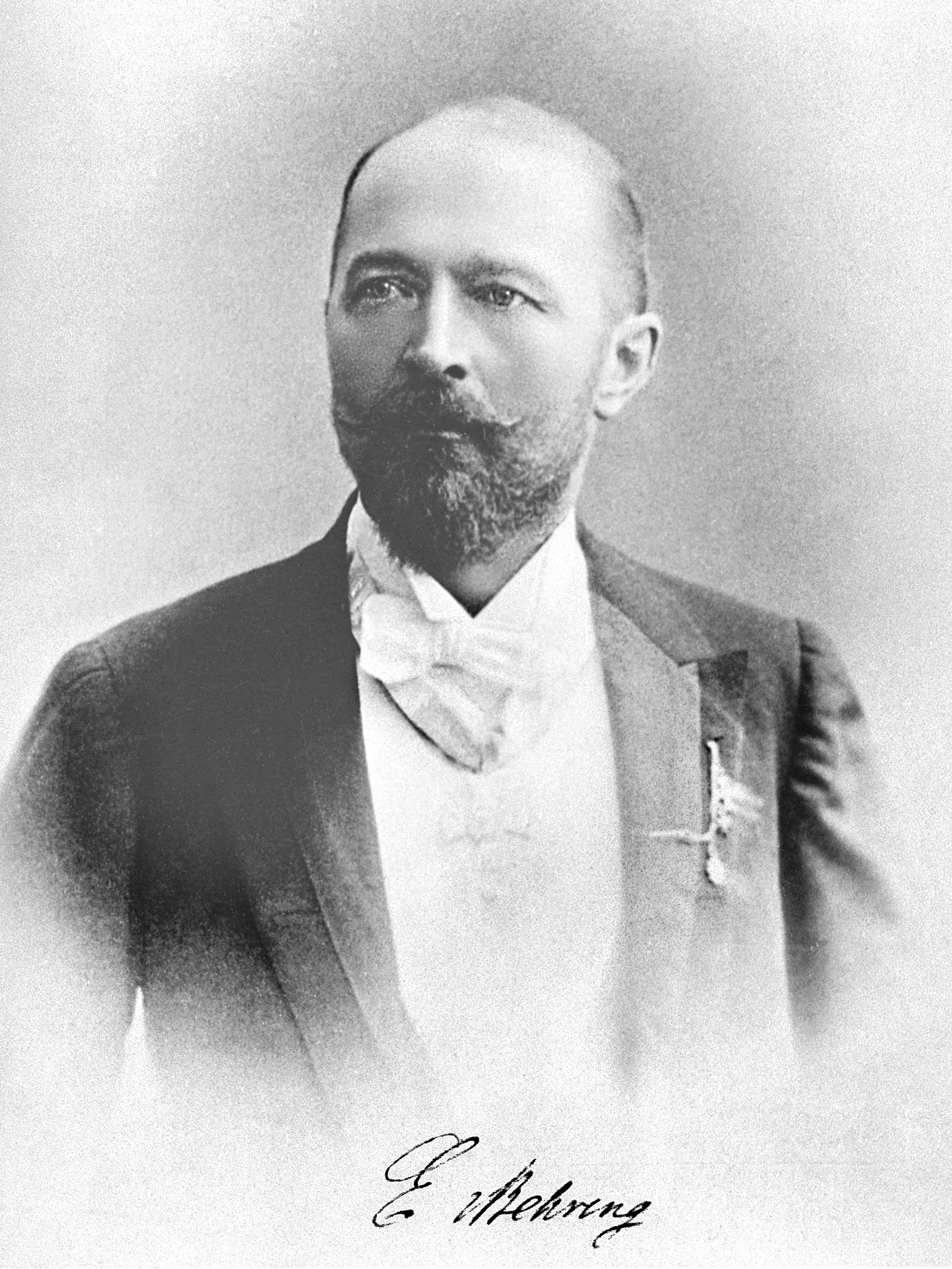
Emil Adolf von Behring

Va néixer el 1854 a la ciutat de Handsford, ciutat que en aquells moments formava part de Prússia Oriental i que avui dia forma part de Polònia amb el nom d'Iława. Va estudiar medicina al Kaiser-Wilhelm-Akademie für das militärärztliche Wesen de Berlín, on es llicencià el 1878.
Després de treballar com a cirurgià militar, el 1889 va abandonar l'exèrcit per esdevenir ajudant de Robert Koch a l'Institut d'Higiene de la Universitat de Berlín, seguint-lo l'any 1891 a l'Institut de Malalties Infeccioses quan aquest va ser escollit director. Posteriorment va ser catedràtic de la Universitat de Trobi l'any 1894 i, el 1895, fou nomenat director de l'Institut d'Higiene de Marburg, càrrec que desenvolupà fins al 1917 quan morí a la seva residència de Marburg an der Lahn.

## Recerca científica
El 1890 va descobrir l'antitoxina del tètanus juntament amb el bacteriòleg japonès Shibasaburo Kitasato. Ambdós científics van descobrir, realitzant la seva recerca amb cobaies, que en injectar el sèrum sanguini d'un animal afectat pel tètanus a un altre es genera immunitat a la malaltia del segon. Així mateix van comprovar que els animals immunitzats contra el tètanus presentaven aquesta qualitat perquè havien de disposar d'alguna substància capaç de controlar la infecció.
El 1891 van tractar amb sèrum una nena malalta de diftèria, aconseguint-li salvar la vida. Això li va fer sospitar de l'existència d'unes substàncies, que va anomenar antitoxines, que eliminaven les toxines segregades pels bacteris, cosa que va suposar un gran avanç en el coneixement de les defenses corporals i va demostrar que el poder de resistència a la malaltia no resideix en les cèl·lules del cos, sinó en el sèrum sanguini lliure de cèl·lules. L'any 1901 fou guardonat amb el Premi Nobel de Medicina o Fisiologia, en la seva primera convocatòria, «per les seves investigacions sobre la diftèria i l'aplicació de sèrum».
Posteriorment continuà amb la seva recerca al voltant de les antitoxina, introduint l'any 1913 un sistema d'inoculació, encara vigent avui dia, capaç d'immunitzar els nens contra la diftèria.